# 綾永らん
綾永 らん（あやなが らん、7月2日 - ）は、漫画家。福井県福井市出身。赤松健の元アシスタントで、『ラブひな』連載期に所属していた。『いつだってMyサンタ!』『魔法先生ネギま!』でもキャラクター原案で協力している（綾瀬夕映、椎名桜子、犬上小太郎、フェイト、クウネル、青年期の近衛詠春など）。現在もたまにお手伝いをしている模様。夫は赤松スタジオのチーフアシスタントであるMAGI（まぎぃ）。
旧名の奈月らん時代に、プレイステーション用ゲーム『エラン』のキャラクターデザインを担当し、各種宣材の他、アンソロジーコミックなどで関連作品を発表している。

## 作品

### 漫画
- R.O.D -READ OR DREAM-（ウルトラジャンプ）
- Gwa2（ぐわぐわ） （ウルトラジャンプ）
- あおいすいぞくかん（アブラカダブラ）

### ゲーム
- エラン（ビスコ）

## 師匠
- 赤松健